# Ogaki
Ōgaki (Japans: 大垣市, Ōgaki-shi) is een stad in de prefectuur Gifu op het eiland Honshu in Japan. De stad heeft een oppervlakte van 206,52 km² en eind 2008 bijna 163.000 inwoners. De stad ligt in de vruchtbare Nōbi-vlakte. De rivier Ibi loopt door de stad en de Nagara loopt van noordoost naar zuidoost langs de oostgrens van de stad.

## Geschiedenis
- Op 28 oktober 1891 werd Ōgaki zwaar getroffen door de Mino-Owari aardbeving.
- Op 1 april 1918 werd Ōgaki een stad (shi).
- Op 15 april 1928, 5 december 1934, 1 juni 1935 en 1 juni 1936 werd steeds één dorp geannexeerd, respectievelijk Kitakuise, Minamikuise, Tagishima en Yasui.
- Op 2 november 1940 en 1 oktober 1947 werden steeds 2 dorpen aan Ōgaki toegevoegd, namelijk Urū en Shizusato respectievelijk Ayasato en Sumoto.
- Op 1 juli 1948 werd het dorp Asakusa bij de stad gevoegd en in oktober van dat jaar volgden de Kawanami en een deel van Maki.
- Op 1 april 1949, 1 april 1951, 1 juni 1952 en 1 oktober 1954 werd steeds één dorp geannexeerd, respectievelijk Nakagawa, Wagō, Mitsukoshi en Arasaki.
- Op 1 september 1967 werd de gemeente Akasaka (赤坂町, Akasaka-chō) aan Ōgaki toegevoegd.
- Op 27 maart 2006 werden de gemeentes Sunomata (墨俣町, Sunomata-chō) en Kamiishizu (上石津町, Kamiishizu-chō) aan Ōgaki toegevoegd.

## Bezienswaardigheden
- In het huidige stadsdeel Akasaka ligt Akasaka-juku, de 56e halteplaats (宿場, shukuba) aan de Nakasendō, de weg uit de Edoperiode door de centrale bergen tussen Tokio en Kioto
- Matsuo Bashō-museum
- Ruïnes van de Kokubun-ji (国分寺, kokubunji), de provinciale tempel opgericht onder keizer Shomu (701-756)
- De burcht Ōgaki (大垣城, Ōgaki-jō)
- Sunomata Ichiya Kasteel(墨俣一夜城, Sunomata Ichiya-jō), herbouwd kasteel van Toyotomi Hideyoshi, nu historisch museum
- Enkoji, een tempel die, vooral met de bomen in de herfstkleuren, bezienswaardig is

## Economie
Ōgaki is een stad van industrie, dienstensector en onderwijs.
Een overvloed aan schoon water heeft onder andere de productie van (aramide)vezels, chemische industrie en machinebouw (bijvoorbeeld Aichi Machine Industry KK) aangetrokken.
Een teruggang in de vezelindustrie heeft de stad aangezet om zich te ontwikkelen als "informatiestad" met de ambitie om Japans Silicon Valley voor multimedia te worden. In 1996 werd Softopia Japan opgericht als de "IT hub" voor centraal Japan.
Naast de Gifu Keizai Universiteit is ook het IAMAS (International Academy of Media Arts and Sciences/Institute of Advanced Media Arts and Sciences) in Ōgaki gevestigd.

## Verkeer
Ōgaki ligt aan de Tōkaidō-hoofdlijn van de Central Japan Railway Company, de Yōrō-lijn van de private Yōrō Spoorweg, de Tarumi Railway Tarumi-lijn van de Tarumi spoorwegen, en de Ishihashi-lijn en Hirui-lijn van de Seinō Spoorwegen.
De laatste twee lijnen zijn alleen voor het transport van kalksteen en kennen geen passagierstreinen. Deze lijnen worden nauwelijks meer gebruikt sinds in de jaren 1990 het transport is overgenomen door vrachtwagens.
Ōgaki ligt aan de Meishin-autosnelweg en aan de autowegen 21, 258, 365 en 417.

## Stedenbanden
Ōgaki heeft een stedenband met
- Changwon, Zuid-Korea
- Handan, China
- Berea (Ohio), Verenigde Staten
- Stuttgart, Duitsland
- Namen, België
- Glen Eira City, Australië

## Geboren in Ōgaki
- Nanjo Bunyu (南條 文雄, Nanjō Bunyū), wetenschapper op het gebied van Sanskriet en Boeddhisme
- Shigeki Hosokawa (細川 茂樹, Hosokawa Shigeki), voormalig model, acteur voor tv en film
- Hiroshi Tanahashi (棚橋 弘至, Hiroshi Tanahashi), worstelaar
- Yoshitoki Oima (大今 良時, Oima Yoshitoki), mangaka

## Aangrenzende steden
- Gifu
- Hashima
- Inabe
- Maibara
- Mizuho